# Chamrousse
Chamrousse este o comună franceză situată geografic la altitudine în Alpi, la extremitatea sudică a lanțului Belledonne, deasupra văii Grésivaudan și a aglomerației Grenoble, fiind administrativ în departamentul Isère, în regiunea Auvergne-Rhône-Alpes și, în trecut, atașată fostei provincii Dauphiné.
Chamrousse este o stațiune turistică, în principal pentru sporturile de iarnă, care a găzduit probele de schi alpin la Jocurile Olimpice de iarnă din 1968. Este considerată leagănul schiului în Franța (1878). Stațiunea dispune de patruzeci și două de pârtii de schi alpin și nouă pârtii de schi fond. De asemenea, a fost oraș-gazdă pentru finalul unei etape din Turul Franței în 2001 și 2014.
Comuna Chamrousse a fost creată în 1989. Din 2015, face parte din cantonul Oisans-Romanche, înființat în urma noului delimitări teritoriale a departamentului Isère.

## Geografie

### Localizare
Situată la extremitatea sudică a lanțului Belledonne, Chamrousse este cunoscută în principal ca o stațiune de schi alpin (1 400 m - 2 250 m) aflată în apropiere de Grenoble. De asemenea, dispune de pârtii de schi fond (44 km) pe platoul Arselle (1 650 m) și numeroase trasee de drumeții accesibile familiilor pe timpul verii (lac Achard, lacurile Robert etc.).
La extremitatea zonei Bachat-Bouloud, lanțul Belledonne se încheie printr-o ruptură abruptă la nivelul stâncilor denumite Cime des Fraches, Rocher de l’Homme sau Rocher de Chambre-Chien, cu o cădere de aproximativ 1 000 de metri, dominând valea Romanche în dreptul localității Livet-et-Gavet.
Satul-stațiune este împărțit în mai multe zone urbanizate situate la altitudini diferite:
- Le Recoin (1 650 metri)
- Roche-Béranger (1 750 metri)
- Domaine de l'Arselle (1 700 metri – cunoscut anterior sub numele de Bachat Bouloud)

Aceste zone formează o stațiune de schi caracterizată prin numeroase clădiri rezidențiale și cabane, fiind înconjurate de o vegetație montană dominată în principal de conifere.

### Comune limitrofe
| Saint-Martin-d'Uriage | Saint-Martin-d'Uriage      | Saint-Martin-d'Uriage Revel |
| Vaulnaveys-le-Haut    |                            | Revel Livet-et-Gavet        |
| Séchilienne           | Livet-et-Gavet Séchilienne | Livet-et-Gavet              |

### Geologie
Teritoriul comunei se întinde pe ultimele reliefuri sudice ale lanțului Belledonne, având pante line care permit practicarea schiului.

#### Situri geologice remarcabile
Mai multe situri geologice remarcabile aflate pe teritoriul comunei sunt incluse în Inventarul patrimoniului geologic:
- „Ophiolitele și cromitele din Chamrousse” reprezintă un sit de interes mineralogic situat în zonele Col des Trois Fontaines și Le Manqué, clasificat cu trei stele în Inventarul patrimoniului geologic.
- „Depozitele interglaciare de la Arselle”, situate pe teritoriul comunelor Chamrousse și Séchilienne, constituie un sit de interes geocronologic cu o suprafață de 28,22 hectare, clasificat cu trei stele în Inventarul patrimoniului geologic.

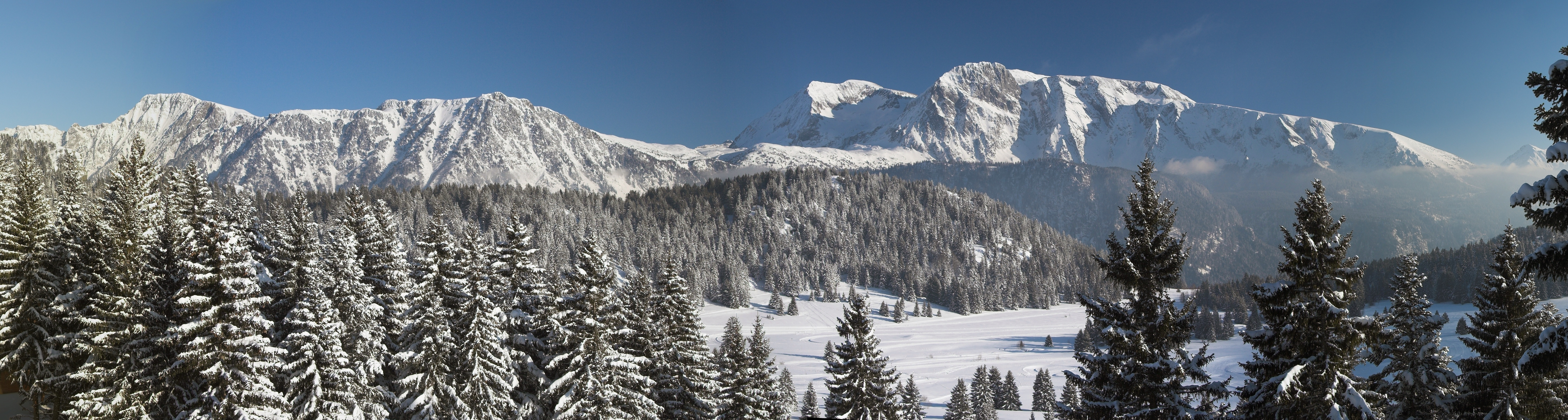
Platoul Arselle, cu masivul Taillefer în fundal.

### Climă
Teritoriul comunei Chamrousse se află la o altitudine cuprinsă între 1 370 și 2 448 de metri, cu zona urbanizată situată în principal între 1 600 și 1 800 de metri. Datorită poziționării sale înalte la extremitatea sudică a lanțului Belledonne, stațiunea beneficiază de un strat de zăpadă consistent.
Ninsorile pot fi chiar abundente atunci când perturbările atmosferice vin din nord. Însă, atunci când acestea circulă de la vest spre est sau de la sud spre nord, precipitațiile sunt mai slabe, deoarece se descarcă în primul rând pe masivele prealpine, precum Vercors, sau pe alte masive situate mai la sud.
În 2010, clima comunei era clasificată ca climat montan, conform unui studiu realizat de CNRS, bazat pe date colectate în perioada 1971-2000. În 2020, Météo-France a publicat o nouă tipologie a climei din Franța metropolitană, în care comuna este expusă unui climat montan sau de margine montană. Comuna se află în regiunea climatică a Alpilor de Nord, caracterizată printr-o pluviometrie anuală cuprinsă între 1 200 și 1 500 mm, distribuită neuniform în timpul verii.
Pentru perioada 1971-2000, temperatura medie anuală este de 5,1 °C, cu o amplitudine termică anuală de 14 °C. Cantitatea medie anuală de precipitații este de 1190 mm, cu 8,7 zile de precipitații în ianuarie și 9 zile în iulie. Pentru perioada 1991-2020, temperatura medie anuală observată la stația meteorologică situată în comună este de 5,8 °C, iar cantitatea medie anuală de precipitații este de 1219,3 mm.
Pentru viitor, parametrii climatici estimati pentru comună, pentru anul 2050, conform diferitelor scenarii de emisii de gaze cu efect de seră, pot fi consultati pe un site dedicat publicat de Météo-France în noiembrie 2022.

#### Fenomene meteorologice specifice
Stațiunea este expusă unor furtuni estivale uneori violente, care pot fi însoțite de căderi de grindină. În timpul iernii, fenomenul de foehn poate provoca, ocazional, creșteri bruște de temperatură, determinând o topire rapidă a stratului de zăpadă.

### Hidrografie

#### Cursuri de apă
Câteva torente mici își au izvorul pe teritoriul comunei înainte de a se vărsa în Romanche, printre care:
- Pârâul Salinière (sau Arselle) – 2,2 km[13]

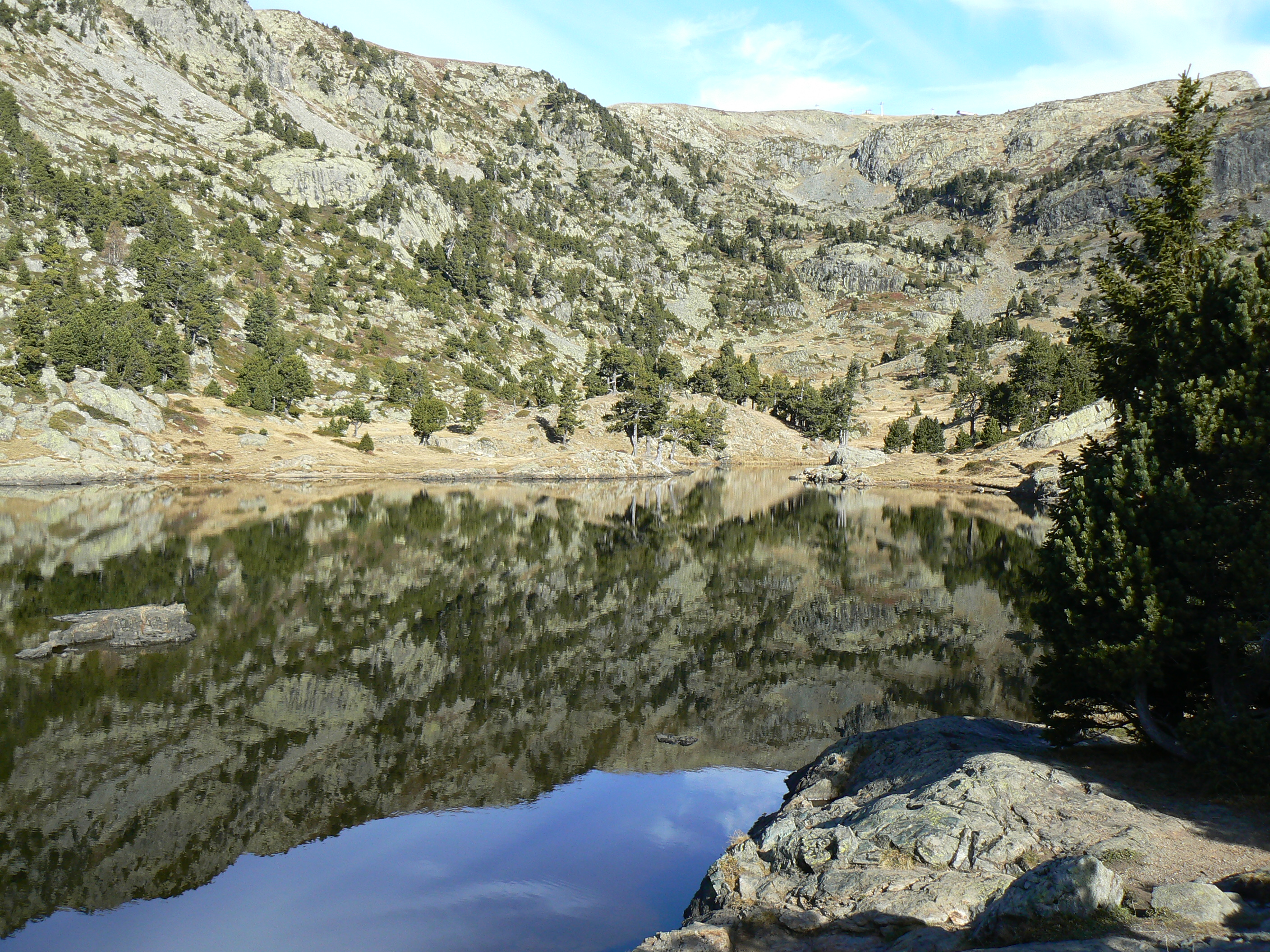
Lacul Achard, dominat de Crucea din Chamrousse.

- Pârâul Combarence – 2,3 km[14]
- Pârâul Moirin – 2,2 km[15]

#### Lacuri și întinderi de apă
- Lacul Achard (1 920 m) – situat în zona montană înaltă, ocupă fundul unei depresiuni naturale de tip circ glaciar.
- Lacurile Robert (2 000 m) – un ansamblu de trei lacuri situate în munții înalți, într-un circ natural:
  - Lacul de vest (cel mai mare, cu o suprafață de 8,5 hectare)
  - Lacul nordic
  - Lacul sudic
- Trei lacuri artificiale – Vallons, Grenouillère și Lauze, create pentru producerea zăpezii artificiale necesare pârtiilor de schi.
- Lacul Levetel
- Lacul des Pourettes

### Căi de comunicație

#### Acces pe autostradă
Teritoriul comunei Chamrousse se află în apropierea a trei autostrăzi franceze, toate parte din rețeaua AREA/APRR:
- Autostrada A48 asigură legătura rutieră între aglomerațiile Lyon și Grenoble. Această arteră se conectează la intrarea în aglomerația grenobleză printr-un nod rutier cu A480, apoi cu rocada sudică a Grenoble (Rocade Sud), care, la ieșirea nr. 5 (Eybens), permite accesul către drumul departamental D5, ce duce la Uriage prin Brié & Angonnes, iar apoi la Chamrousse prin D111.
- Autostrada A41 asigură legătura rutieră între aglomerațiile Grenoble și Geneva. Aceasta se conectează la intrarea în aglomerația grenobleză printr-un nod rutier cu rocada sudică a Grenoble (Rocade Sud), care permite accesul către ieșirea nr. 2 (Gières-Uriage), de unde se ajunge la Uriage prin drumul departamental D524.
- Autostrada A51 asigură legătura rutieră între aglomerația grenobleză și sudul Franței, trecând prin Col de la Croix-Haute și continuând pe drumul național N75 spre Sisteron.

#### Acces rutier
Drumul departamental D111 permite accesul la Chamrousse dinspre:
- Saint-Martin-d'Uriage, prin Seiglières
- Vaulnaveys-le-Haut, trecând pe lângă fosta mănăstire Prémol și prin Col Luitel

## Urbanism

### Tipologie
La 1 ianuarie 2024, Chamrousse este clasificată drept comună rurală cu habitat dispersat, conform noii grile comunale de densitate cu șapte niveluri, definită de INSEE (Institutul Național de Statistică și Studii Economice) în 2022. Comuna este situată în afara oricărei unități urbane. De asemenea, Chamrousse face parte din aria metropolitană a orașului Grenoble, fiind o comună din coroana urbană. Această arie, care cuprinde 204 comune, este clasificată în categoria ariilor cu 700 000 de locuitori sau mai mult (excluzând Parisul).

### Utilizarea terenului
Ocuparea terenurilor din comună, așa cum reiese din baza de date europeană privind ocuparea biofizică a solurilor Corine Land Cover (CLC), este marcată de importanța pădurilor și a mediilor semi-naturale (93,1 % în 2018), o proporție relativ echivalentă cu cea din 1990 (93,3 %). Repartizarea detaliată în 2018 este următoarea: spații deschise, fără sau cu puțină vegetație (33,5 %), medii cu vegetație arbustivă și/sau ierboasă (32,9 %), păduri (26,7 %), zone urbanizate (4,5 %), spații verzi artificializate, neagricole (2,5 %). Evoluția ocupării terenurilor în comună și a infrastructurilor sale poate fi observată pe diferitele reprezentări cartografice ale teritoriului: harta Cassini (secolul XVIII), harta de stat-major (1820-1866) și hărțile sau fotografiile aeriene ale IGN pentru perioada actuală (1950 până în prezent).

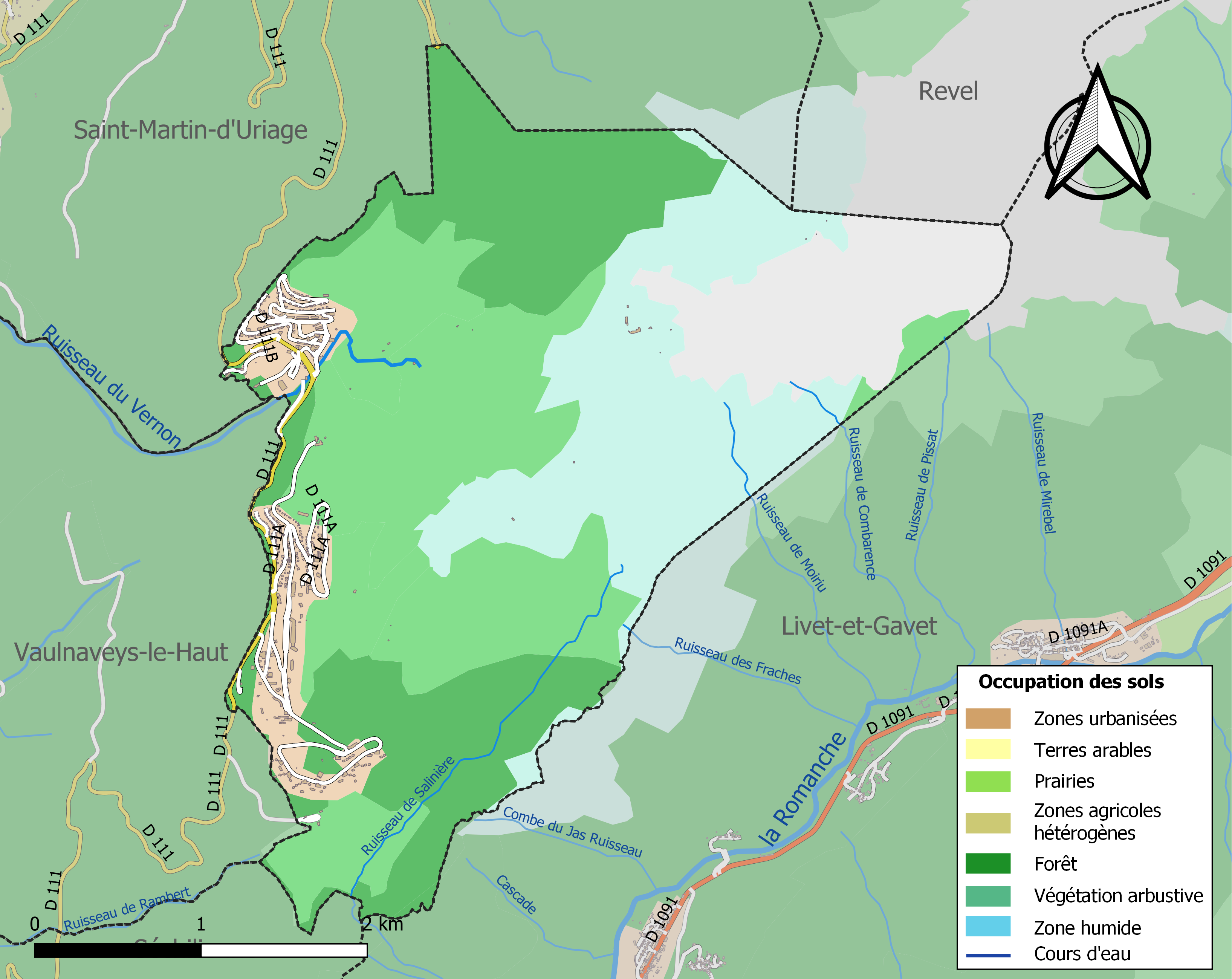
Harta infrastructurii și utilizării terenului a comunei în 2018 (CLC).

### Riscuri naturale și tehnologice

#### Riscuri seismice
Întreg teritoriul comunei Chamrousse este situat în zona de seismicitate nr. 4, la limita zonei nr. 3.

## Toponimie
Conform site-ului primăriei, numele comunei derivă dintr-un radical preceltic: „calm” sau „chalm”, care ar însemna un platou înalt, lipsit de vegetație și pietros.

## Istorie

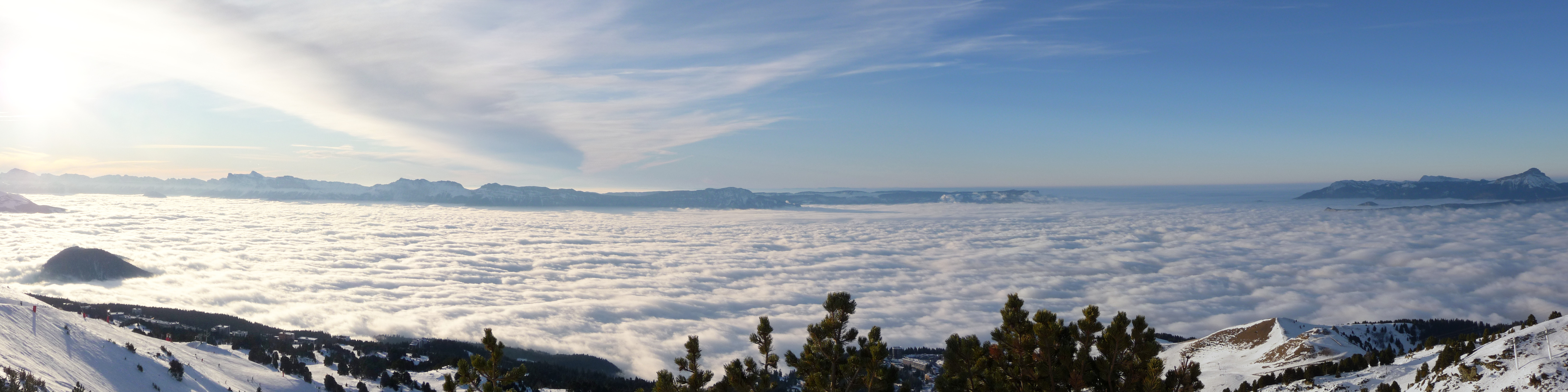
Vedere panoramică a unei mări de nori din Chamrousse în direcția Grenoble. Masivul Vercors este vizibil în stânga și în centru, iar masivul Chartreuse în dreapta.

Numele Chamrousse apare pentru prima dată în 1744 pe o hartă Cassini. Mai departe în timp, se găsește o referință la „Culmen Rupha” (Culmen = vârf în latină; Rupha, poate derivat din rufus = roșcat sau dintr-un toponim local?) într-o donație din 1260. Se pare că vârful era cunoscut de romani: în timpul săpăturilor pentru fundațiile Crucii din Chamrousse, în 1856, au fost descoperite opt medalii, dintre care una datând din vremea lui Nero. Această ipoteză este confirmată și în predica preotului Joubert din Vaulnaveys cu ocazia inaugurării.
Prezența unei cruci pe vârf este atestată încă din secolul al XVII-lea. O cruce de 12 metri înălțime a fost ridicată pe piedestalul actual la 25 august 1856. De-a lungul anilor, a fost de mai multe ori restaurată sau înlocuită. Crucea actuală a fost repoziționată după lucrările de reamenajare a vârfului (telegondolă, noul restaurant) în 2010.

### Evul Mediu
În 1234 are loc fondarea mănăstirii Prémol, o mănăstire de călugărițe aflată sub tutela Marii Chartreuse. Această fundație a fost creată la inițiativa soției delfinului Guigues André: Béatrix de Montferrat, contesă de Vienne și de Albon, doamnă de Vizille.
Delfina a ajuns la un acord cu canonicii din Oulx și cu domnul Alleman, prior de Vaulnaveys, obținând cedarea drepturilor acestora, pe care le-a transferat apoi noii mănăstiri. La rândul lor, seniorii, nobilii și proprietarii locali au făcut donații similare. Astfel, mănăstirea a fost dotată cu un domeniu vast, incluzând, printre altele, păduri și pășuni situate în masivul Chamrousse (cartierul Gaboureaux, cedat în 1260 de către seniorul din Uriage, Guigues Alleman).
Mănăstirea Prémol adăpostea atunci aproximativ șaizeci de persoane, dintre care 35 de călugărițe, surori și frați auxiliari, servitori și trei călugări cartuzieni însărcinați cu conducerea comunității.

### Epoca contemporană

#### Revoluția franceză
Locuitorii văilor învecinate, care beneficiau aproape în întregime de dreptul de folosință asupra terenurilor, au intrat în conflict cu mănăstirea. Aceste conflicte au durat timp de cinci secole, până la închiderea mănăstirii în timpul Revoluției Franceze. De aici ar putea proveni și originea denumirilor Bachat Bouloud și lacul Achard:
„ În cadrul acestor proceduri juridice au fost implicați și particulari, precum un anume Pierre Bouloud, ale cărui patru boi, care pășteau în apropierea crucii din Chamrousse, au fost confiscați de către mănăstire. Se poate ca el să fi instalat acolo sus un bazin (Bachal în dialectul local), care ar fi dat numele locului Bachat Bouloud. În mod similar, un anume Achard, care avea o baracă puțin mai sus de lac, pare să-i fi dat acestuia numele lacul Achard. ”— P. Fouchy 
În 1793, la Prémol nu mai rămăseseră decât trei călugărițe și doi călugări cartuzieni, așteptând lichidarea pensiilor care li se cuveneau.
Mănăstirea și anexele sale sunt astăzi aproape complet distruse, iar doar câteva ziduri erodate mai mărturisesc acea epocă. Totuși, fosta porterie (poarta de intrare) a mănăstirii a fost reabilitată în 2022, după ce fusese afectată de un incendiu în 1989.

#### Secolul al XIX-lea

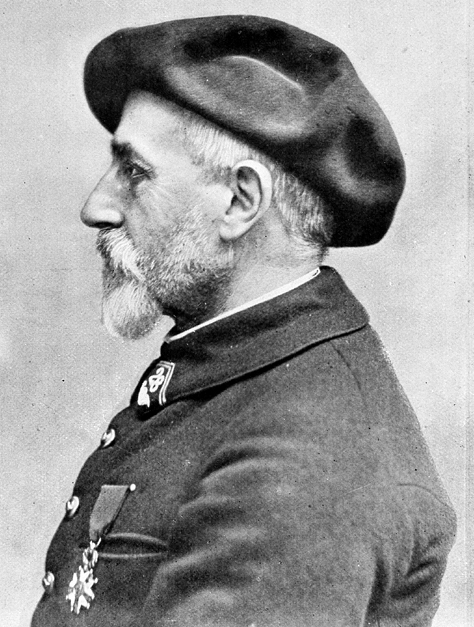
Henry Duhamel.

În 1825, la Uriage-les-Bains, marchiza de Gauteron, proprietara izvorului de la Uriage, construiește primul stabiliment termal. Afluxul de turiști crește rapid, iar Chamrousse devine o destinație clasică pentru vizitatorii stațiunii. Drumul până la vârf dura între 5 și 6 ore, pe atunci Chamrousse nefiind altceva decât o vastă pășune.
Mai multe turme de animale pășteau în diferite zone: la Balme, le Recoin, Roche-Béranger, Bachat Bouloud, iar în fiecare dintre aceste locuri se afla câte o cabană care adăpostea ciobanii.
La sfârșitul anului 1875, Société des Touristes du Dauphiné (S.T.D.) instalează cabluri pe Grand Pic de Belledonne (2 978 m), recrutând ghizi și cărăuși din masivele Belledonne și Oisans.
Cabana Pra a fost construit în jurul anului 1887 de către Clubul Alpin Francez, iar cabana Oursière a fost ridicat de contele de St Ferriol în 1895.
În 1891, Henry Duhamel realizează, de unul singur, prima ascensiune hivernală pe schiuri până la Croix de Chamrousse (2 250 m).
În 1893, Société des Touristes du Dauphiné (S.T.D.) amenajează o grădină alpină la Roche Béranger, unde închiriază în curând vechea cabană a lui Père Tasse. Un post meteorologic este anexat la acest loc.
Grădina este inaugurată abia în 1894.
În 1898, Facultatea de Științe din Grenoble preia administrarea grădinii alpine timp de aproximativ doisprezece ani.

#### Secolul al XX-lea
Prima ascensiune colectivă pe schiuri până la Croix de Chamrousse are loc în 1902. În 1907, Clubul Alpin Francez (CAF) organizează primul concurs internațional de schi la Montgenèvre, deasupra orașului Briançon. O lună mai târziu, Société des Touristes du Dauphiné (S.T.D.) organizează prima sărbătoare a schiului la Le Sappey-en-Chartreuse.
În 1911, Clubul Alpin Francez (CAF) obține de la contele de St Ferriol, proprietarul pajiștilor din Recoin, un teren de 3 000 m², închiriat pentru 99 de ani. Acolo este construită cabana Recoin de Chamrousse, primul refugiu de altitudine dedicat practicării schiului.
Clubul de schi din Chamrousse este fondat în 1929. În 1937, se decide construcția drumului spre Chamrousse. În ajunul războiului, acesta ajunge până la Luitel, dar abia în 1949 este finalizat până la Recoin, trecând prin Roche-Béranger. 
Amenajarea stațiunii începe în anii 1950. În 1952, este construită telecabina, considerată atunci cea mai sigură și cea mai rapidă, alături de cea din Courchevel. Un acord este încheiat între departamentul Isère și Société d'Aménagement de Chamrousse pentru a continua dezvoltarea stațiunii până în anii 1960.
Din 1954 până în 1956, al doilea drum care leagă Uriage-les-Bains de Recoin prin Seiglières este finalizat.
Începând cu 1960, la inițiativa mai multor învățători din vale, este propusă ideea de a crea un centru de tineret în poienile de la Bachat Bouloud, iar datorită sprijinului Consiliului General al Isère, acest proiect vede lumina zilei în anii 1960. Participă orașele Mantes-la-Jolie, Échirolles, Tarare, Villeurbanne, Lyon, Boulogne-Billancourt și departamentele Isère, Loiret, Marne și Bas-Rhin. În total, sunt create opt sate de copii, reunite în jurul unui totem central, supranumit „îngerul așezat” sau „școlarul”, în funcție de versiuni. În 2005, cabanele sunt reconvertite în reședințe.
În aprilie 1961, o convenție este încheiată între departamentul Isère și Société Nationale de Construction, filială a grupului Rothschild, care decide amenajarea zonei rezidențiale din Roche-Béranger. Chamrousse are de atunci doi poli de activitate: Le Recoin (Chamrousse 1650) și Roche-Béranger (Chamrousse 1750).
La 9 ianuarie 1965, în fața multiplicării intervenienților (Chamrousse depinde, prin terenurile sale, de comunele Saint-Martin-d'Uriage și Vaulnaveys-le-Haut) și a lipsei de coordonare, Syndicat Mixte de Chamrousse este constituit printr-un ordin ministerial. Acesta este administrat de un consiliu sindical de nouă membri și conduce destinele stațiunii până în 1989.

##### Jocurile Olimpice de iarnă din 1968
La 30 decembrie 1960, primarul orașului Grenoble, doctorul Albert Michallon, depune candidatura orașului pentru organizarea Jocurilor Olimpice de iarnă din 1968. Trei ani mai târziu, această candidatură este acceptată de Comitetul Olimpic Internațional cu 27 de voturi împotriva a 24, iar Chamrousse devine marele stadion al disciplinelor alpine, găzduind șase probe. Jean-Claude Killy intră în legenda schiului, câștigând trei medalii de aur (coborâre, slalom uriaș și slalom special), iar Guy Périllat obține medalia de argint la proba de coborâre. Și schioarele franceze se remarcă: Marielle Goitschel câștigă o medalie de aur la slalom special, Isabelle Mir obține medalia de argint la coborâre, iar Annie Famose se evidențiază printr-o medalie de argint la slalom uriaș și o medalie de bronz la slalom special. Sportivii din toate națiunile sunt cazați în satele pentru copii din Bachat Bouloud pe toată durata probelor alpine.
Din 1962 până în 1977, apoi din nou în mod regulat începând din 1992, Chamrousse este gazda cursei de coastă auto de la Chamrousse, care face parte din Campionatul Franței al acestei discipline și care are loc, în mod tradițional, în ultimul weekend din august.
În 1989: crearea comunei Chamrousse prin preluarea unor porțiuni de teritoriu din comunele:
- Saint-Martin-d'Uriage,
- Séchilienne,
- Vaulnaveys-le-Haut.

Primul consiliu municipal este ales în martie aceluiași an. În 1998, gestionarea instalațiilor de transport pe cablu a fost încredințată Grupului Transmontagne până în sezonul 2007. În urma problemelor întâmpinate de Grupul Transmontagne (lichidare judiciară în octombrie 2007), administrarea a fost preluată de o Regie Municipală.

#### Secolul XXI
În 2001 și apoi în 2014, două etape ale Turului Franței au fost organizate pe teritoriul comunei Chamrousse.
La 1 ianuarie 2009, mica comună Chamrousse a aderat la comunitatea de comune „Le Pays du Grésivaudan”. Sediul acestei noi colectivități, care reunește foste comunități de comune mai mici, se află la Crolles, în valea Grésivaudan.

## Populația și societatea

### Date demografice
Evoluția numărului de locuitori este cunoscută prin recensămintele populației efectuate în comună începând din 1975. Pentru comunele cu mai puțin de 10 000 de locuitori, un recensământ al întregii populații este realizat la fiecare cinci ani, populațiile legale pentru anii intermediari fiind estimate prin interpolare sau extrapolare.
În 2022, comuna număra 438 locuitori, în scădere cu -0,68 % față de 2016 (Isère: +3,07 %, Franța fără Mayotte: +2,11 %).
| An        | 1975 | 1982 | 1990 | 1999 | 2006 | 2014 | 2022 |
| --------- | ---- | ---- | ---- | ---- | ---- | ---- | ---- |
| Populație | 533  | 607  | 544  | 518  | 480  | 467  | 438  |

## Stațiunea de schi
Stațiunea este împărțită în patru zone:
- Chamrousse 1600: L'Arselle – Domeniul Nordic (schi fond),
- Chamrousse 1650: Le Recoin,
- Chamrousse 1700: Bachat Bouloud (Domeniul L'Arselle, fostele sate pentru copii),
- Chamrousse 1750: Roche-Béranger.

Aceste trei zone ale stațiunii sunt conectate printr-un drum, precum și prin trasee forestiere și pârtii de schi în timpul iernii, având o suprafață totală estimată la aproximativ 1 330 de hectare.
Stațiunea a fost amenajată pe un mic platou, acoperit în mare parte de pădure, oferind o panoramă asupra orașului Grenoble și a văii sale. Punctul culminant al acestui domeniu schiabil este Croix de Chamrousse, situat la o altitudine de 2 250 de metri.

### Echipamente sportive ale stațiunii
- Patinoar

Este un patinoar în aer liber, situat în zona „Le Recoin”, pe strada des Orcettes, și administrat de comună. Aici se organizează inițieri în hochei pe gheață, precum și diverse activități și animații recreative.
- Alte activități recreative și sportive oferite în stațiune
  - Stagii de conducere auto pe zăpadă
  - Trasee acrobatice la înălțime și parc de agrement „Chamrousse Aventures”
  - Cursuri de tenis, tir cu arcul și coborâri cu sania pe o pistă special amenajată, accesibilă prin telescaunul Gaboureaux, pe timpul iernii
  - Școală de echitație pe timpul verii pe platoul L'Arselle

### Competiții sportive
- „Down'Up de Chamrousse” este o competiție combinată care leagă domeniul schiului alpin printr-o manșă de slalom uriaș și domeniul schiului nordic printr-o probă cronometrată de skating. Este organizată în jurul datei de 15 aprilie. Acest eveniment există deja de trei ani și atrage personalități precum Baptiste Gros sau Maurice Manificat, nume importante ale schiului fond francez.
- „Allumée de Chamrousse” constă într-o cursă de alergare de 3 km, cu o diferență de nivel de 600 m, desfășurată pe pârtia iluminată din Chamrousse. Acest eveniment, creat în acest an de ski clubul din Chamrousse, a cunoscut un mare succes, reunind peste o sută de participanți.

### Turul Franței
Chamrousse a fost de două ori oraș-gazdă al unei etape din Turul Franței, de fiecare dată ca punct de sosire.
- Turul Franței 2001

Etapa a 11-a: Grenoble – Chamrousse (18 iulie)
Cu ocazia Turului Franței din 2001, stațiunea a găzduit sosirea unui contratimp individual de 32 km, plecând din centrul orașului Grenoble. Câștigătorul etapei a fost americanul Lance Armstrong. Totuși, în 2012, acest sportiv a fost descalificat, iar titlul său nu a fost atribuit unui alt ciclist.
- Turul Franței 2014

Etapa a 13-a: Saint-Étienne – Chamrousse (18 iulie)
Această etapă din Turul Franței, cu linia de start în orașul Saint-Étienne, s-a încheiat la Chamrousse, după 197,5 km. Traseul foarte montan i-a permis italianului Vincenzo Nibali să câștige etapa în solitar. Acesta avea să fie și câștigătorul Turului Franței din acel an.

## Cultură locală și patrimoniu

### Patrimoniu cultural
- Cinematograful Le Schuss, centru comercial, avenue du père Tasse.
- Biserica Duhul Sfânt, din Roche Béranger[37], fost centru ecumenic, este labellizată „Patrimoniu al secolului XX” din Isère din 2003. Edificiul a fost construit în 1967. Se compune dintr-o capelă superioară (în amfiteatru) și o capelă inferioară. Larg deschis spre natură, luminos datorită unor impunătoare ferestre vitrate, superbul edificiu se integrează în mediul său. Pierre Jomain este arhitectul său.

Altarul, tabernacolul și cristelnița sunt realizate de sculptorul Pierre Székely. În capela inferioară, se pot admira o frescă murală și tabloul „Madona cu Pruncul”, opere ale pictorului și sculptorului Jean-Marie Pirot, cunoscut sub numele de Arcabas, pseudonim pe care l-a adoptat în cursul carierei sale. Acest admirabil artist este autorul operelor care împodobesc biserica Saint-Hugues en Chartreuse.
Acest loc a fost un centru ecumenic împărțit între catolici și protestanți, capela superioară fiind rezervată primilor și capela inferioară celor din urmă. În realitate, cultul protestant a fost rareori prezent și a dispărut complet. În prezent, acesta este Biserica Sfântul Duh, exclusiv dedicată cultului catolic (slujbe duminica în timpul sezoanelor de iarnă și de vară).
- Sala „Chalets des Cimes”, sală de festivități (salle hors-sac du caravaneige), labellizată „Patrimoniu al secolului XX” din Isère din 2003.

### Patrimoniu natural

#### Turbaria de la Arselle
L’Arselle este un platou de 45 ha, situat la 1 620 m altitudine. Este o poiană vastă, sub formă de depresiune, străbătută de pârâul Salinière, care coboară din Lacul Achard și se varsă în Romanche.
Acest spațiu este alcătuit din mai multe medii naturale, printre care:
- O turbarie acidă de altitudine de 25 ha
- O pădure mixtă
- Faleze la marginea platoului

Datorită diversității sale ecologice, platoul adăpostește o faună și floră specifice fiecărui mediu.
Datorită turbariei care alcătuiește platoul, a interesului său peisagistic, botanic și faunistic, L’Arselle a fost desemnată zonă naturală protejată printr-un ordin de protecție a biotopului nr. 2003-09/32 din 14 august 2003. Scopul acestui ordin este de a conserva situl și de a proteja speciile de plante și animale prezente.
Având în vedere valoarea sa patrimonială, situl a fost inclus în rețeaua Natura 2000 și, de curând, este accesibil și naturiștilor.

### Personalități
- Florence Masnada, schioare alpină, câștigătoare a Cupei Mondiale la combinată în 1991, deținătoare a două medalii de bronz la Jocurile Olimpice (combinată 1992 și coborâre 1998), precum și a unei medalii de bronz la Campionatele Mondiale (combinată 1999).